# Coniller
El gos coniller o xarnego és un tipus de gos de caça d'orígens antics. Hi ha diverses races actualment al llarg de tot el Mediterrani. Es creu que l'origen d'aquestes races modernes és a l'antic Egipte (concretament en la raça Tesem), i que els gossos van ser difosos per les costes mediterrànies pels fenicis. El seu aspecte recorda, lleugerament, un xacal o la imatge del déu egipci Anubis.
Diversos estudis genètics realitzats els últims anys van concloure que, contràriament a l'estesa creença que el coniller és un tipus de gos primitiu importat fa uns 3.000 anys de la zona de l'Orient Mitjà, aquests gossos en realitat tenen una estreta relació genètica amb la resta de gossos de caça europeus, i no són més «primitius» que la majoria d'aquests.

## Races
La Federació Cinològica Internacional agrupa els conillers dins de la Secció 7 (Gossos tipus primitiu de caça) del Grup V, el gos dels faraons, que en el seu lloc d'origen es fa servir per a la caça del conill, no s'inclou en aquesta secció, sinó en la Secció 6 (Gossos tipus primitiu).

### Reconegudes per la FCI
|  |  |  |
|  |  |  |

### No reconegudes per la FCI
Altres races, que tot i no ser reconegudes per la Federació Cinològica Internacional, tenen característiques morfològiques i d'ús típiques dels gossos conillers, són:

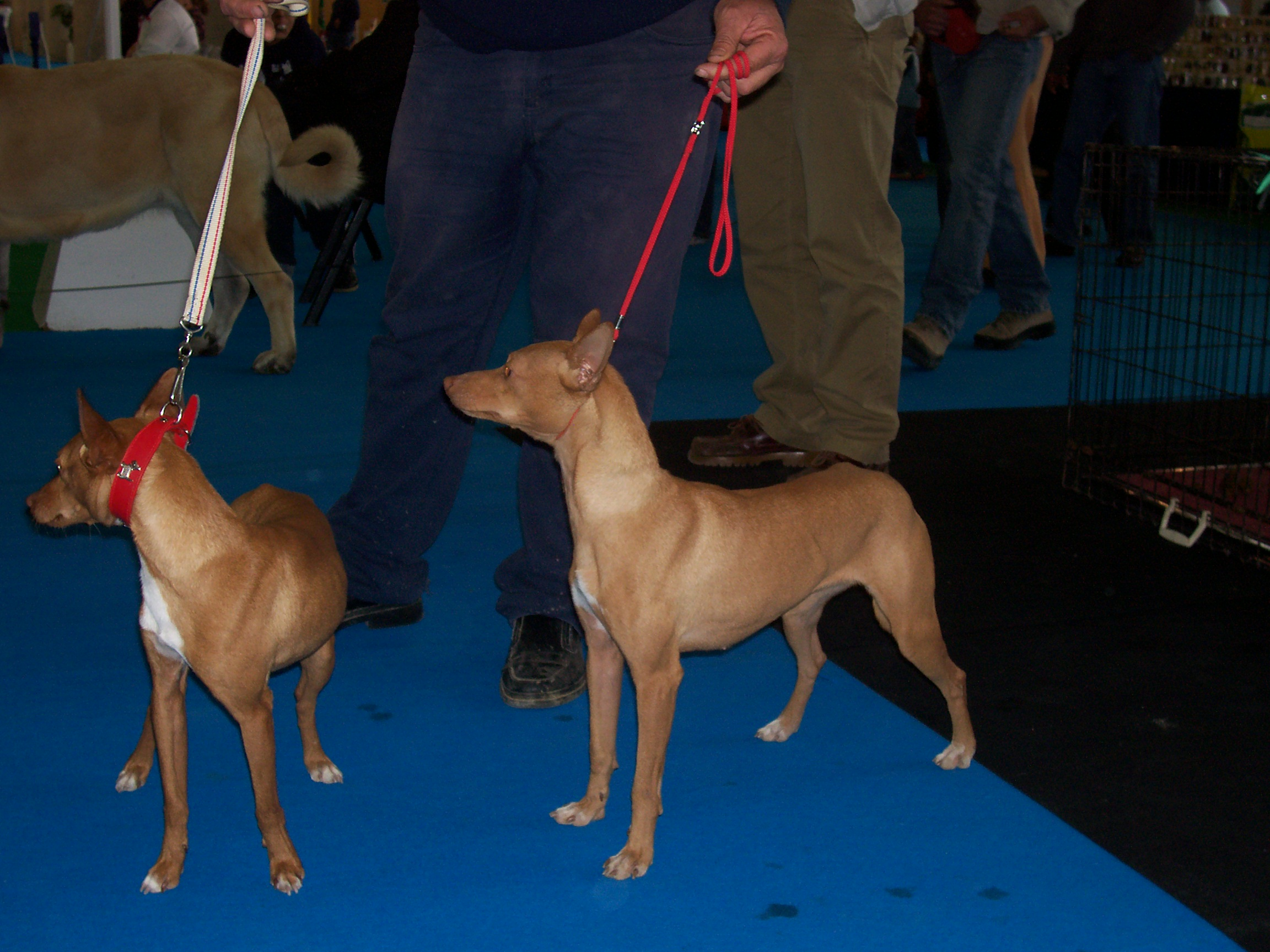
Podenc andalús
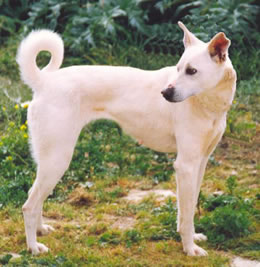
Podenc de Creta o Kritik Lagonikos
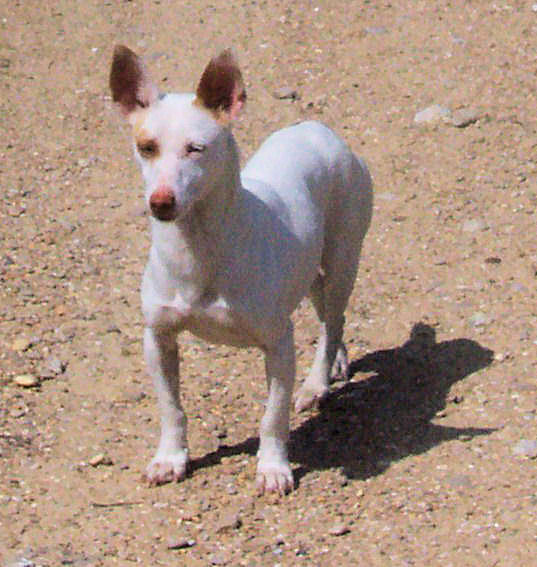
Maneto

- Ca Coniller de Menorca.
- Coniller nan del Hierro.
- Coniller de Lampedusa o de Tunísia.
- Coniller francès.
- Coniller gallec.